# Bévilard
Bévilard (en alemán Bewiler) es una comuna suiza del cantón de Berna, situada en el distrito administrativo del Jura bernés. Limita al norte con la comuna de Champoz, al este con Sorvilier, al sur con Péry, y al oeste con Malleray.
Hasta el 31 de diciembre de 2009 situada en el distrito de Moutier.